# Guido Beer
Guido Beer (* 3. Februar 1885 in Rom; †  Juni 1938) war ein zeitweilig einflussreicher Mitarbeiter Benito Mussolinis.
Beer schloss ein juristisches Studium an der Universität Rom ab, leistete Kriegsdienst bis 1920 und trat schon im März 1919 in Mussolinis faschistische Partei ein. Ab Februar 1928 übte er als Sekretär des Ministerrats das einflussreiche Amt eines Kabinettschefs Mussolinis aus. Im Zuge der 1933 einsetzenden Distanzierung Mussolinis von seinen Mitarbeitern jüdischer Herkunft erhielt Beer 1933 bis 1934 den Posten eines Präfekten von Venedig, 1934 bis 1937 jenen von Catania. Danach war er Mitglied des Staatsrats (Consigliere di Stato).